# 2014–2015-ös női EHF-bajnokok ligája (csoportkör)
Ez a cikk ismerteti a 2014–2015-ös női EHF-bajnokok ligája csoportköreinek az eredményeit.

## Formátum
A csoportkörben a 16 részt vevő csapatot négy darab négycsapatos csoportra osztották. A csoporton belül a csapatok oda-vissza vágós rendszerű körmérkőzést játszottak egymással. A csoportok első három helyezettjei jutottak a középdöntőbe, ahová az egymás ellen elért eredményeiket továbbvitték.
Azonos pontszám esetén az alábbiak szerint döntik el a sorrendet:
1. Egymás elleni mérkőzéseken szerzett több pont,
2. Egymás elleni mérkőzések alapján számolt gólkülönbség,
3. Egymás elleni mérkőzéseken lőtt több gól,
4. A csoport összes meccse alapján számolt gólkülönbség,
5. A csoportban lőtt gólok száma,
6. Sorsolás.

## Csoportkör

### Kiemelések
A csoportkör sorsolásakor alkalmazott kiemeléseket az alábbi táblázat tartalmazza. A sorsolást 2014. június 27-én tartották Bécsben.
| 1-es kalap                                              | 2-es kalap                                            | 3-as kalap                                                     | 4-es kalap                                         |
| ------------------------------------------------------- | ----------------------------------------------------- | -------------------------------------------------------------- | -------------------------------------------------- |
| Győri Audi ETO KC Budućnost Podgorica Larvik HK RK Krim | Viborg HK HCM Baia Mare Thüringer HC Dinamo Volgograd | Vardar Szkopje Metz Hypo Niederösterreich RK Lokomotiva Zagreb | IK Sävehof SPR Lublin SSA HC Leipzig RK Koprivnica |

### A csoport
| #  | Csapat                | M | Gy | D | V | G+  | G–  | Gk  | P |
| -- | --------------------- | - | -- | - | - | --- | --- | --- | - |
| 1. | Dinamo Volgograd      | 6 | 4  | 1 | 1 | 160 | 143 | +17 | 9 |
| 2. | HC Leipzig            | 6 | 4  | 0 | 2 | 177 | 152 | +25 | 8 |
| 3. | RK Krim Ljubljana     | 6 | 2  | 0 | 4 | 162 | 165 | –3  | 4 |
| 4. | Hypo Niederösterreich | 6 | 1  | 1 | 4 | 136 | 175 | –39 | 3 |

| 2014. október. 17. 19:00 | RK Krim Ljubljana | 32–20       | Hypo Niederösterreich | Arena Stožice, Ljubljana Nézőszám: 1500 Játékvezetők: Marin, García (ESP) |
| 2014. október. 17. 19:00 | Bajramoska 8      | (15–12)     | Aćimović, Goricanec 4 | Arena Stožice, Ljubljana Nézőszám: 1500 Játékvezetők: Marin, García (ESP) |
| 2014. október. 17. 19:00 | 3× 3×             | Jegyzőkönyv | 4× 3×                 | Arena Stožice, Ljubljana Nézőszám: 1500 Játékvezetők: Marin, García (ESP) |

| 2014. október. 18. 16:30 | Dinamo Volgograd | 27–19       | HC Leipzig | Sport Hall "Dinamo", Volgograd Nézőszám: 1500 Játékvezetők: Krkačev, Kolevski (MKD) |
| 2014. október. 18. 16:30 | Dmitrijeva 9     | (16–10)     | Kudłacz 10 | Sport Hall "Dinamo", Volgograd Nézőszám: 1500 Játékvezetők: Krkačev, Kolevski (MKD) |
| 2014. október. 18. 16:30 | 4× 3×            | Jegyzőkönyv | 5× 3×      | Sport Hall "Dinamo", Volgograd Nézőszám: 1500 Játékvezetők: Krkačev, Kolevski (MKD) |

| 2014. október. 25. 20:25 | Hypo Niederösterreich | 25–25       | Dinamo Volgograd        | Bundessport- und Freizeitzentrum Südstadt, Maria Enzersdorf Nézőszám: 720 Játékvezetők: Vujačić, Kazanegra (MNE) |
| 2014. október. 25. 20:25 | da Rocha 7            | (15–14)     | Dmitrijeva, Kocsetova 6 | Bundessport- und Freizeitzentrum Südstadt, Maria Enzersdorf Nézőszám: 720 Játékvezetők: Vujačić, Kazanegra (MNE) |
| 2014. október. 25. 20:25 | 1× 3×                 | Jegyzőkönyv | 1× 3×                   | Bundessport- und Freizeitzentrum Südstadt, Maria Enzersdorf Nézőszám: 720 Játékvezetők: Vujačić, Kazanegra (MNE) |

| 2014. október. 26. 14:30 | HC Leipzig | 30–24       | RK Krim Ljubljana | Arena Leipzig, Lipcse Nézőszám: 2198 Játékvezetők: Năstase, Stancu (ROU) |
| 2014. október. 26. 14:30 | Kudłacz 8  | (17–11)     | Koren 7           | Arena Leipzig, Lipcse Nézőszám: 2198 Játékvezetők: Năstase, Stancu (ROU) |
| 2014. október. 26. 14:30 | 2× 2×      | Jegyzőkönyv | 6× 2×             | Arena Leipzig, Lipcse Nézőszám: 2198 Játékvezetők: Năstase, Stancu (ROU) |

| 2014. október. 31. 14:30 | HC Leipzig                 | 42–22       | Hypo Niederösterreich | Arena Leipzig, Lipcse Nézőszám: 2211 Játékvezetők: Opava, Válek (CZE) |
| 2014. október. 31. 14:30 | Lang, Alexandra Mazzucco 9 | (20–11)     | Aćimović 8            | Arena Leipzig, Lipcse Nézőszám: 2211 Játékvezetők: Opava, Válek (CZE) |
| 2014. október. 31. 14:30 | 2× 2×                      | Jegyzőkönyv | 3× 3×                 | Arena Leipzig, Lipcse Nézőszám: 2211 Játékvezetők: Opava, Válek (CZE) |

| 2014. november. 01. 14:00 | Dinamo Volgograd | 25–26       | RK Krim Ljubljana | Sport Hall "Dinamo", Volgograd Nézőszám: 1500 Játékvezetők: Antić, Jakovljević (SRB) |
| 2014. november. 01. 14:00 | Kocsetova 6      | (15–13)     | Bajramoska 8      | Sport Hall "Dinamo", Volgograd Nézőszám: 1500 Játékvezetők: Antić, Jakovljević (SRB) |
| 2014. november. 01. 14:00 | 4× 3×            | Jegyzőkönyv | 4× 3×             | Sport Hall "Dinamo", Volgograd Nézőszám: 1500 Játékvezetők: Antić, Jakovljević (SRB) |

| 2014. november. 09. 17:10 | Hypo Niederösterreich | 18–24       | HC Leipzig | Bundessport- und Freizeitzentrum Südstadt, Maria Enzersdorf Nézőszám: 700 Játékvezetők: Tzaferopoulos, Bethmann (GRE) |
| 2014. november. 09. 17:10 | Aćimović 8            | (7–12)      | Kudłacz 5  | Bundessport- und Freizeitzentrum Südstadt, Maria Enzersdorf Nézőszám: 700 Játékvezetők: Tzaferopoulos, Bethmann (GRE) |
| 2014. november. 09. 17:10 | 4× 3×                 | Jegyzőkönyv | 1× 3×      | Bundessport- und Freizeitzentrum Südstadt, Maria Enzersdorf Nézőszám: 700 Játékvezetők: Tzaferopoulos, Bethmann (GRE) |

| 2014. november. 09. 19:00 | RK Krim Ljubljana | 24–26       | Dinamo Volgograd | Arena Stožice, Ljubljana Nézőszám: 1500 Játékvezetők: Bonaventura, Bonaventura (FRA) |
| 2014. november. 09. 19:00 | Bajramoska 8      | (13–12)     | Kocsetova 11     | Arena Stožice, Ljubljana Nézőszám: 1500 Játékvezetők: Bonaventura, Bonaventura (FRA) |
| 2014. november. 09. 19:00 | 4× 3×             | Jegyzőkönyv | 4× 2×            | Arena Stožice, Ljubljana Nézőszám: 1500 Játékvezetők: Bonaventura, Bonaventura (FRA) |

| 2014. november. 15. 17:25 | Hypo Niederösterreich | 29–25       | RK Krim Ljubljana | Bundessport- und Freizeitzentrum Südstadt, Maria Enzersdorf Nézőszám: 630 Játékvezetők: Covalciuc, Covalciuc (MDA) |
| 2014. november. 15. 17:25 | Aćimović 11           | (13–14)     | Bajramoska 8      | Bundessport- und Freizeitzentrum Südstadt, Maria Enzersdorf Nézőszám: 630 Játékvezetők: Covalciuc, Covalciuc (MDA) |
| 2014. november. 15. 17:25 | 5× 3×                 | Jegyzőkönyv | 3× 2×             | Bundessport- und Freizeitzentrum Südstadt, Maria Enzersdorf Nézőszám: 630 Játékvezetők: Covalciuc, Covalciuc (MDA) |

| 2014. november. 16. 14:30 | HC Leipzig | 27–30       | Dinamo Volgograd | Arena Leipzig, Lipcse Nézőszám: 2583 Játékvezetők: Arntsen, Røen (NOR) |
| 2014. november. 16. 14:30 | Lang 10    | (14–14)     | Akopjan 9        | Arena Leipzig, Lipcse Nézőszám: 2583 Játékvezetők: Arntsen, Røen (NOR) |
| 2014. november. 16. 14:30 | 5× 2× 1×   | Jegyzőkönyv | 4× 2×            | Arena Leipzig, Lipcse Nézőszám: 2583 Játékvezetők: Arntsen, Røen (NOR) |

| 2014. november. 21. 18:45 | RK Krim Ljubljana | 31–35       | HC Leipzig      | Arena Stožice, Ljubljana Nézőszám: 1000 Játékvezetők: Horváth, Marton (HUN) |
| 2014. november. 21. 18:45 | Mavsar 10         | (17–18)     | Kudłacz, Lang 9 | Arena Stožice, Ljubljana Nézőszám: 1000 Játékvezetők: Horváth, Marton (HUN) |
| 2014. november. 21. 18:45 | 4× 3× 1×          | Jegyzőkönyv | 2× 2×           | Arena Stožice, Ljubljana Nézőszám: 1000 Játékvezetők: Horváth, Marton (HUN) |

| 2014. november. 23. 14:00 | Dinamo Volgograd | 27–22       | Hypo Niederösterreich | Sport Hall "Dinamo", Volgograd Nézőszám: 1300 Játékvezetők: Florescu, Stoia (ROU) |
| 2014. november. 23. 14:00 | Kocsetova 6      | (13–9)      | Aćimović 9            | Sport Hall "Dinamo", Volgograd Nézőszám: 1300 Játékvezetők: Florescu, Stoia (ROU) |
| 2014. november. 23. 14:00 | 2× 3×            | Jegyzőkönyv | 3× 3×                 | Sport Hall "Dinamo", Volgograd Nézőszám: 1300 Játékvezetők: Florescu, Stoia (ROU) |

### B csoport
| #  | Csapat                  | M | Gy | D | V | G+  | G–  | Gk  | P  |
| -- | ----------------------- | - | -- | - | - | --- | --- | --- | -- |
| 1. | ŽRK Budućnost Podgorica | 6 | 5  | 1 | 0 | 161 | 130 | +31 | 11 |
| 2. | ŽRK Vardar Szkopje      | 6 | 3  | 1 | 2 | 149 | 140 | +9  | 7  |
| 3. | Thüringer HC            | 6 | 3  | 0 | 3 | 143 | 144 | –1  | 6  |
| 4. | RK Podravka Koprivnica  | 6 | 0  | 0 | 6 | 152 | 191 | –39 | 0  |

| 2014. október. 19. 14:30 | Thüringer HC        | 33–20       | RK Podravka Koprivnica | Wiedigsburghalle, Nordhausen Nézőszám: 1558 Játékvezetők: Brehmer, Skowronek (POL) |
| 2014. október. 19. 14:30 | Engel, Nadgornaja 9 | (14–11)     | Tatari 6               | Wiedigsburghalle, Nordhausen Nézőszám: 1558 Játékvezetők: Brehmer, Skowronek (POL) |
| 2014. október. 19. 14:30 | 5× 2×               | Jegyzőkönyv | 4× 2× 1×               | Wiedigsburghalle, Nordhausen Nézőszám: 1558 Játékvezetők: Brehmer, Skowronek (POL) |

| 2014. október. 19. 19:00 | ŽRK Budućnost Podgorica | 23–17       | ŽRK Vardar Szkopje | Morača Sports Center, Podgorica Nézőszám: 5000 Játékvezetők: Pandzić, Mosorinski (SRB) |
| 2014. október. 19. 19:00 | Pavićević 7             | (12–9)      | Penezić 5          | Morača Sports Center, Podgorica Nézőszám: 5000 Játékvezetők: Pandzić, Mosorinski (SRB) |
| 2014. október. 19. 19:00 | 3× 3×                   | Jegyzőkönyv | 3× 2×              | Morača Sports Center, Podgorica Nézőszám: 5000 Játékvezetők: Pandzić, Mosorinski (SRB) |

| 2014. október. 25. 18:00 | RK Podravka Koprivnica | 27–32       | ŽRK Budućnost Podgorica | Fran Galović, Koprivnica Nézőszám: 1300 Játékvezetők: Florescu, Duţă (ROU) |
| 2014. október. 25. 18:00 | Tatari 9               | (14–18)     | Neagu 8                 | Fran Galović, Koprivnica Nézőszám: 1300 Játékvezetők: Florescu, Duţă (ROU) |
| 2014. október. 25. 18:00 | 2× 3×                  | Jegyzőkönyv | 4× 3×                   | Fran Galović, Koprivnica Nézőszám: 1300 Játékvezetők: Florescu, Duţă (ROU) |

| 2014. október. 25. 19:00 | ŽRK Vardar Szkopje | 26–21       | Thüringer HC | Jane Sandanski Arena, Skopje Nézőszám: 2000 Játékvezetők: Bonaventura, Bonaventura (FRA) |
| 2014. október. 25. 19:00 | Penezić 8          | (12–10)     | Mietzner 6   | Jane Sandanski Arena, Skopje Nézőszám: 2000 Játékvezetők: Bonaventura, Bonaventura (FRA) |
| 2014. október. 25. 19:00 | 6× 2×              | Jegyzőkönyv | 3× 3×        | Jane Sandanski Arena, Skopje Nézőszám: 2000 Játékvezetők: Bonaventura, Bonaventura (FRA) |

| 2014. november. 02. 14:30 | Thüringer HC | 22–27       | ŽRK Budućnost Podgorica | Wiedigsburghalle, Nordhausen Nézőszám: 1800 Játékvezetők: Mandak, Rudinsky (SVK) |
| 2014. november. 02. 14:30 | Nadgornaja 5 | (11–16)     | Neagu 6                 | Wiedigsburghalle, Nordhausen Nézőszám: 1800 Játékvezetők: Mandak, Rudinsky (SVK) |
| 2014. november. 02. 14:30 | 3× 2× 1×     | Jegyzőkönyv | 5× 2×                   | Wiedigsburghalle, Nordhausen Nézőszám: 1800 Játékvezetők: Mandak, Rudinsky (SVK) |

| 2014. november. 02. 17:00 | RK Podravka Koprivnica | 26–27       | ŽRK Vardar Szkopje | Fran Galović, Koprivnica Nézőszám: 1800 Játékvezetők: Rakytina, Tkachuk (UKR) |
| 2014. november. 02. 17:00 | Tatari 7               | (13–11)     | Lekić 7            | Fran Galović, Koprivnica Nézőszám: 1800 Játékvezetők: Rakytina, Tkachuk (UKR) |
| 2014. november. 02. 17:00 | 3× 3×                  | Jegyzőkönyv | 4× 3×              | Fran Galović, Koprivnica Nézőszám: 1800 Játékvezetők: Rakytina, Tkachuk (UKR) |

| 2014. november. 09. 19:00 | ŽRK Budućnost Podgorica | 23–14       | Thüringer HC | Morača Sports Center, Podgorica Nézőszám: 4500 Játékvezetők: Arntsen, Røen (NOR) |
| 2014. november. 09. 19:00 | Miljanić-Petrovic 6     | (11–6)      | Mietzner 7   | Morača Sports Center, Podgorica Nézőszám: 4500 Játékvezetők: Arntsen, Røen (NOR) |
| 2014. november. 09. 19:00 | 3× 2×                   | Jegyzőkönyv | 2× 2×        | Morača Sports Center, Podgorica Nézőszám: 4500 Játékvezetők: Arntsen, Røen (NOR) |

| 2014. november. 09. 19:00 | ŽRK Vardar Szkopje | 35–25       | RK Podravka Koprivnica | Jane Sandanski Arena, Skopje Nézőszám: 4500 Játékvezetők: Erdoğan, Özdeniz (TUR) |
| 2014. november. 09. 19:00 | Radičević 5        | (15–10)     | Čović 5                | Jane Sandanski Arena, Skopje Nézőszám: 4500 Játékvezetők: Erdoğan, Özdeniz (TUR) |
| 2014. november. 09. 19:00 | 6× 3×              | Jegyzőkönyv | 3× 3×                  | Jane Sandanski Arena, Skopje Nézőszám: 4500 Játékvezetők: Erdoğan, Özdeniz (TUR) |

| 2014. november. 15. 17:30 | RK Podravka Koprivnica | 28–32       | Thüringer HC | Fran Galović, Koprivnica Nézőszám: 1800 Játékvezetők: Andorka, Hucker (HUN) |
| 2014. november. 15. 17:30 | Živković 9             | (8–15)      | Nadgornaja 8 | Fran Galović, Koprivnica Nézőszám: 1800 Játékvezetők: Andorka, Hucker (HUN) |
| 2014. november. 15. 17:30 | 2× 3×                  | Jegyzőkönyv | 2× 2×        | Fran Galović, Koprivnica Nézőszám: 1800 Játékvezetők: Andorka, Hucker (HUN) |

| 2014. november. 16. 19:00 | ŽRK Vardar Szkopje | 24–24       | ŽRK Budućnost Podgorica | Jane Sandanski Arena, Skopje Nézőszám: 5000 Játékvezetők: Opava, Válek (CZE) |
| 2014. november. 16. 19:00 | Penezić 8          | (9–11)      | Neagu 7                 | Jane Sandanski Arena, Skopje Nézőszám: 5000 Játékvezetők: Opava, Válek (CZE) |
| 2014. november. 16. 19:00 | 2× 2×              | Jegyzőkönyv | 5× 3×                   | Jane Sandanski Arena, Skopje Nézőszám: 5000 Játékvezetők: Opava, Válek (CZE) |

| 2014. november. 22. 14:30 | Thüringer HC | 21–20       | ŽRK Vardar Szkopje | Wiedigsburghalle, Nordhausen Nézőszám: 1800 Játékvezetők: Stenrand, Birch (DEN) |
| 2014. november. 22. 14:30 | Nadgornaja 8 | (10–12)     | Penezić 6          | Wiedigsburghalle, Nordhausen Nézőszám: 1800 Játékvezetők: Stenrand, Birch (DEN) |
| 2014. november. 22. 14:30 | 3× 3×        | Jegyzőkönyv | 6× 3×              | Wiedigsburghalle, Nordhausen Nézőszám: 1800 Játékvezetők: Stenrand, Birch (DEN) |

| 2014. november. 23. 19:00 | ŽRK Budućnost Podgorica | 32–26       | RK Podravka Koprivnica | Morača Sports Center, Podgorica Nézőszám: 3000 Játékvezetők: Vitaku, Vitaku (Kosovo) |
| 2014. november. 23. 19:00 | Neagu 10                | (15–13)     | Elez 6                 | Morača Sports Center, Podgorica Nézőszám: 3000 Játékvezetők: Vitaku, Vitaku (Kosovo) |
| 2014. november. 23. 19:00 | 4× 3×                   | Jegyzőkönyv | 3× 3×                  | Morača Sports Center, Podgorica Nézőszám: 3000 Játékvezetők: Vitaku, Vitaku (Kosovo) |

### C csoport
| #  | Csapat            | M | Gy | D | V | G+  | G–  | Gk  | P  |
| -- | ----------------- | - | -- | - | - | --- | --- | --- | -- |
| 1. | Győri Audi ETO KC | 6 | 6  | 0 | 0 | 183 | 127 | +56 | 12 |
| 2. | Viborg HK         | 6 | 3  | 1 | 2 | 162 | 144 | +18 | 7  |
| 3. | IK Sävehof        | 6 | 0  | 3 | 3 | 146 | 188 | –42 | 3  |
| 4. | Lokomotiva Zagreb | 6 | 0  | 2 | 4 | 132 | 164 | –32 | 2  |

| 2014. október. 19. 15:10 | Viborg HK      | 38–25       | IK Sävehof | Viborg Stadionhal, Viborg Nézőszám: 1452 Játékvezetők: Arntsen, Røen (NOR) |
| 2014. október. 19. 15:10 | Damnjanović 12 | (16–15)     | Alm, Odén  | Viborg Stadionhal, Viborg Nézőszám: 1452 Játékvezetők: Arntsen, Røen (NOR) |
| 2014. október. 19. 15:10 | 2× 3×          | Jegyzőkönyv | 2× 1×      | Viborg Stadionhal, Viborg Nézőszám: 1452 Játékvezetők: Arntsen, Røen (NOR) |

| 2014. október. 19. 19:00 | Győri Audi ETO KC | 32–23       | Lokomotiva Zagreb | Egyetemi Csarnok, Győr Nézőszám: 2768 Játékvezetők: Gasmi, Gasmi (FRA) |
| 2014. október. 19. 19:00 | Amorim 8          | (17–13)     | Bašić, Horvat 4   | Egyetemi Csarnok, Győr Nézőszám: 2768 Játékvezetők: Gasmi, Gasmi (FRA) |
| 2014. október. 19. 19:00 | 4× 3×             | Jegyzőkönyv | 6× 3×             | Egyetemi Csarnok, Győr Nézőszám: 2768 Játékvezetők: Gasmi, Gasmi (FRA) |

| 2014. október. 26. 16:50 | Lokomotiva Zagreb   | 18–25       | Viborg HK | Dom Sportova, Zágráb Nézőszám: 1010 Játékvezetők: Baranowski, Lemanowicz (POL) |
| 2014. október. 26. 16:50 | Grubišić, Hrbková 6 | (9–14)      | Fisker 8  | Dom Sportova, Zágráb Nézőszám: 1010 Játékvezetők: Baranowski, Lemanowicz (POL) |
| 2014. október. 26. 16:50 | 4× 3×               | Jegyzőkönyv | 2× 3×     | Dom Sportova, Zágráb Nézőszám: 1010 Játékvezetők: Baranowski, Lemanowicz (POL) |

| 2014. október. 26. 17:00 | IK Sävehof  | 21–38       | Győri Audi ETO KC | Partillebohallen, Partille Nézőszám: 1315 Játékvezetők: Brunovský, Čanda (SVK) |
| 2014. október. 26. 17:00 | Wikensten 5 | (8–20)      | Løke 7            | Partillebohallen, Partille Nézőszám: 1315 Játékvezetők: Brunovský, Čanda (SVK) |
| 2014. október. 26. 17:00 | 4× 2×       | Jegyzőkönyv | 2× 3×             | Partillebohallen, Partille Nézőszám: 1315 Játékvezetők: Brunovský, Čanda (SVK) |

| 2014. október. 31. 19:00 | IK Sävehof | 29–29       | Lokomotiva Zagreb | Partillebohallen, Partille Nézőszám: 810 Játékvezetők: Bounouara, Sami (FRA) |
| 2014. október. 31. 19:00 | Odén 10    | (15–15)     | Irman 7           | Partillebohallen, Partille Nézőszám: 810 Játékvezetők: Bounouara, Sami (FRA) |
| 2014. október. 31. 19:00 | 3× 3×      | Jegyzőkönyv | 6× 3×             | Partillebohallen, Partille Nézőszám: 810 Játékvezetők: Bounouara, Sami (FRA) |

| 2014. november. 02. 17:00 | Viborg HK  | 25–30       | Győri Audi ETO KC | Viborg Stadionhal, Viborg Nézőszám: 1705 Játékvezetők: Pandzić, Mosorinski (SRB) |
| 2014. november. 02. 17:00 | Lyksborg 5 | (13–17)     | Amorim 7          | Viborg Stadionhal, Viborg Nézőszám: 1705 Játékvezetők: Pandzić, Mosorinski (SRB) |
| 2014. november. 02. 17:00 | 1× 3×      | Jegyzőkönyv | 3×                | Viborg Stadionhal, Viborg Nézőszám: 1705 Játékvezetők: Pandzić, Mosorinski (SRB) |

| 2014. november. 08. 16:00 | Győri Audi ETO KC | 22–20       | Viborg HK              | Egyetemi Csarnok, Győr Nézőszám: 3000 Játékvezetők: Florescu, Stoia (ROU) |
| 2014. november. 08. 16:00 | Kovacsics 7       | (9–11)      | Damnjanović, Gulldén 4 | Egyetemi Csarnok, Győr Nézőszám: 3000 Játékvezetők: Florescu, Stoia (ROU) |
| 2014. november. 08. 16:00 | 1× 3×             | Jegyzőkönyv | 3× 3× 1×               | Egyetemi Csarnok, Győr Nézőszám: 3000 Játékvezetők: Florescu, Stoia (ROU) |

| 2014. november. 09. 17:00 | Lokomotiva Zagreb | 23–23       | IK Sävehof | Dom Sportova, Zágráb Nézőszám: 1000 Játékvezetők: Kijauskaite, Zaliene (LTU) |
| 2014. november. 09. 17:00 | Hrbková 6         | (10–15)     | Odén 8     | Dom Sportova, Zágráb Nézőszám: 1000 Játékvezetők: Kijauskaite, Zaliene (LTU) |
| 2014. november. 09. 17:00 | 3× 3×             | Jegyzőkönyv | 3× 3×      | Dom Sportova, Zágráb Nézőszám: 1000 Játékvezetők: Kijauskaite, Zaliene (LTU) |

| 2014. november. 16. 14:00 | IK Sävehof | 25–25       | Viborg HK | Partillebohallen, Partille Nézőszám: 1380 Játékvezetők: Schulze, Tönnies (GER) |
| 2014. november. 16. 14:00 | Odén 7     | (10–12)     | Fisker 7  | Partillebohallen, Partille Nézőszám: 1380 Játékvezetők: Schulze, Tönnies (GER) |
| 2014. november. 16. 14:00 | 4× 3×      | Jegyzőkönyv | 5× 3×     | Partillebohallen, Partille Nézőszám: 1380 Játékvezetők: Schulze, Tönnies (GER) |

| 2014. november. 16. 18:00 | Lokomotiva Zagreb | 15–26       | Győri Audi ETO KC | Dom Sportova, Zágráb Nézőszám: 1500 Játékvezetők: Álvarez, Bustamante (ESP) |
| 2014. november. 16. 18:00 | Hrbková 4         | (7–13)      | Løke 5            | Dom Sportova, Zágráb Nézőszám: 1500 Játékvezetők: Álvarez, Bustamante (ESP) |
| 2014. november. 16. 18:00 | 5× 3×             | Jegyzőkönyv | 2× 3×             | Dom Sportova, Zágráb Nézőszám: 1500 Játékvezetők: Álvarez, Bustamante (ESP) |

| 2014. november. 23. 13:40 | Viborg HK       | 29–24       | Lokomotiva Zagreb | Viborg Stadionhal, Viborg Nézőszám: 1200 Játékvezetők: Bonaventura, Bonaventura (FRA) |
| 2014. november. 23. 13:40 | Gulldén, Skov 7 | (11–12)     | Bašić 8           | Viborg Stadionhal, Viborg Nézőszám: 1200 Játékvezetők: Bonaventura, Bonaventura (FRA) |
| 2014. november. 23. 13:40 | 1× 3×           | Jegyzőkönyv | 6× 2×             | Viborg Stadionhal, Viborg Nézőszám: 1200 Játékvezetők: Bonaventura, Bonaventura (FRA) |

| 2014. november. 23. 17:00 | Győri Audi ETO KC | 35–23       | IK Sävehof | Audi Aréna, Győr Nézőszám: 5200 Játékvezetők: Zotin, Volodkov (RUS) |
| 2014. november. 23. 17:00 | Amorim 7          | (16–14)     | Alm 7      | Audi Aréna, Győr Nézőszám: 5200 Játékvezetők: Zotin, Volodkov (RUS) |
| 2014. november. 23. 17:00 | 3× 3×             | Jegyzőkönyv | 3× 3×      | Audi Aréna, Győr Nézőszám: 5200 Játékvezetők: Zotin, Volodkov (RUS) |

### D csoport
| #  | Csapat             | M | Gy | D | V | G+  | G–  | Gk  | P  |
| -- | ------------------ | - | -- | - | - | --- | --- | --- | -- |
| 1. | Larvik HK          | 6 | 6  | 0 | 0 | 169 | 141 | +28 | 12 |
| 2. | Metz Handball      | 6 | 2  | 1 | 3 | 164 | 163 | +1  | 5  |
| 3. | HCM Baia Mare      | 6 | 2  | 0 | 4 | 154 | 160 | –6  | 4  |
| 4. | MKS Selgros Lublin | 6 | 1  | 1 | 4 | 159 | 182 | –23 | 3  |

| 2014. október. 17. 17:00 | HCM Baia Mare | 30–25       | MKS Selgros Lublin | Sala Sporturilor „Lascăr Pană”, Nagybánya Nézőszám: 2000 Játékvezetők: Jurinović, Mrvica (CRO) |
| 2014. október. 17. 17:00 | Nascimento 6  | (16–12)     | Kocela 6           | Sala Sporturilor „Lascăr Pană”, Nagybánya Nézőszám: 2000 Játékvezetők: Jurinović, Mrvica (CRO) |
| 2014. október. 17. 17:00 | 2× 2×         | Jegyzőkönyv | 2× 3×              | Sala Sporturilor „Lascăr Pană”, Nagybánya Nézőszám: 2000 Játékvezetők: Jurinović, Mrvica (CRO) |

| 2014. október. 18. 18:30 | Larvik HK | 25–20       | Metz Handball     | Arena Larvik, Larvik Nézőszám: 3210 Játékvezetők: Schulze, Tönnies (GER) |
| 2014. október. 18. 18:30 | Mørk 11   | (11–11)     | Baudouin, Zaadi 5 | Arena Larvik, Larvik Nézőszám: 3210 Játékvezetők: Schulze, Tönnies (GER) |
| 2014. október. 18. 18:30 | 5× 3×     | Jegyzőkönyv | 7× 3×             | Arena Larvik, Larvik Nézőszám: 3210 Játékvezetők: Schulze, Tönnies (GER) |

| 2014. október. 24. 20:15 | MKS Selgros Lublin | 23–28       | Larvik HK            | Hala Sportowo-Widowiskowa „Globus”, Lublin Nézőszám: 2100 Játékvezetők: Erdoğan, Özdeniz (TUR) |
| 2014. október. 24. 20:15 | Drabik 5           | (14–13)     | Riegelhuth, Wojtas 6 | Hala Sportowo-Widowiskowa „Globus”, Lublin Nézőszám: 2100 Játékvezetők: Erdoğan, Özdeniz (TUR) |
| 2014. október. 24. 20:15 | 3× 3×              | Jegyzőkönyv | 2× 3×                | Hala Sportowo-Widowiskowa „Globus”, Lublin Nézőszám: 2100 Játékvezetők: Erdoğan, Özdeniz (TUR) |

| 2014. október. 25. 16:00 | Metz Handball | 34–24       | HCM Baia Mare          | Arènes de Metz, Metz Nézőszám: 4198 Játékvezetők: Zotin, Volodkov (RUS) |
| 2014. október. 25. 16:00 | Gros 7        | (13–10)     | Buceschi, Davigyenko 5 | Arènes de Metz, Metz Nézőszám: 4198 Játékvezetők: Zotin, Volodkov (RUS) |
| 2014. október. 25. 16:00 | 1× 3×         | Jegyzőkönyv | 4× 3×                  | Arènes de Metz, Metz Nézőszám: 4198 Játékvezetők: Zotin, Volodkov (RUS) |

| 2014. október. 31. 19:00 | HCM Baia Mare | 23–24       | Larvik HK | Sala Sporturilor „Lascăr Pană”, Nagybánya Nézőszám: 2000 Játékvezetők: Horváth, Marton (HUN) |
| 2014. október. 31. 19:00 | Davigyenko 7  | (13–12)     | Edin 6    | Sala Sporturilor „Lascăr Pană”, Nagybánya Nézőszám: 2000 Játékvezetők: Horváth, Marton (HUN) |
| 2014. október. 31. 19:00 | 2× 2×         | Jegyzőkönyv | 5× 3×     | Sala Sporturilor „Lascăr Pană”, Nagybánya Nézőszám: 2000 Játékvezetők: Horváth, Marton (HUN) |

| 2014. november. 02. 18:00 | MKS Selgros Lublin | 35–31       | Metz Handball | Hala Sportowo-Widowiskowa „Globus”, Lublin Nézőszám: 2000 Játékvezetők: Brkic, Jusufhodzic (AUT) |
| 2014. november. 02. 18:00 | Quintino 10        | (17–16)     | Gros 7        | Hala Sportowo-Widowiskowa „Globus”, Lublin Nézőszám: 2000 Játékvezetők: Brkic, Jusufhodzic (AUT) |
| 2014. november. 02. 18:00 | 3× 3×              | Jegyzőkönyv | 4× 3×         | Hala Sportowo-Widowiskowa „Globus”, Lublin Nézőszám: 2000 Játékvezetők: Brkic, Jusufhodzic (AUT) |

| 2014. november. 08. 18:15 | Larvik HK    | 31–26       | HCM Baia Mare | Arena Larvik, Larvik Nézőszám: 3487 Játékvezetők: Marín, García (ESP) |
| 2014. november. 08. 18:15 | Riegelhuth 9 | (16–11)     | Marin 7       | Arena Larvik, Larvik Nézőszám: 3487 Játékvezetők: Marín, García (ESP) |
| 2014. november. 08. 18:15 | 3× 3×        | Jegyzőkönyv | 4× 3×         | Arena Larvik, Larvik Nézőszám: 3487 Játékvezetők: Marín, García (ESP) |

| 2014. november. 09. 16:00 | Metz Handball    | 30–30       | MKS Selgros Lublin | Arènes de Metz, Metz Nézőszám: 4452 Játékvezetők: Praštalo, Todorović (BIH) |
| 2014. november. 09. 16:00 | Baudouin, Gros 7 | (14–13)     | Kocela 6           | Arènes de Metz, Metz Nézőszám: 4452 Játékvezetők: Praštalo, Todorović (BIH) |
| 2014. november. 09. 16:00 | 2× 3×            | Jegyzőkönyv | 5× 3×              | Arènes de Metz, Metz Nézőszám: 4452 Játékvezetők: Praštalo, Todorović (BIH) |

| 2014. november. 15. 16:00 | Metz Handball | 25–26       | Larvik HK | Arènes de Metz, Metz Nézőszám: 4254 Játékvezetők: Pech, Vágvölgyi (HUN) |
| 2014. november. 15. 16:00 | Baudouin 10   | (13–13)     | Mørk 7    | Arènes de Metz, Metz Nézőszám: 4254 Játékvezetők: Pech, Vágvölgyi (HUN) |
| 2014. november. 15. 16:00 | 4× 3× 1×      | Jegyzőkönyv | 2× 3×     | Arènes de Metz, Metz Nézőszám: 4254 Játékvezetők: Pech, Vágvölgyi (HUN) |

| 2014. november. 16. 14:00 | MKS Selgros Lublin | 22–28       | HCM Baia Mare   | Hala Sportowo-Widowiskowa „Globus”, Lublin Nézőszám: 3000 Játékvezetők: Krkačev, Kolevski (MKD) |
| 2014. november. 16. 14:00 | Gega, Rola 4       | (10–10)     | 'négy játékos 4 | Hala Sportowo-Widowiskowa „Globus”, Lublin Nézőszám: 3000 Játékvezetők: Krkačev, Kolevski (MKD) |
| 2014. november. 16. 14:00 | 4× 3×              | Jegyzőkönyv | 6× 3×           | Hala Sportowo-Widowiskowa „Globus”, Lublin Nézőszám: 3000 Játékvezetők: Krkačev, Kolevski (MKD) |

| 2014. november. 21. 19:00 | HCM Baia Mare             | 23–24       | Metz Handball | Sala Sporturilor „Lascăr Pană”, Nagybánya Nézőszám: 2100 Játékvezetők: Vešović, Mitrović (MNE) |
| 2014. november. 21. 19:00 | Ardean-Elisei, Makejeva 5 | (12–10)     | Gros, Zaadi 6 | Sala Sporturilor „Lascăr Pană”, Nagybánya Nézőszám: 2100 Játékvezetők: Vešović, Mitrović (MNE) |
| 2014. november. 21. 19:00 | 1× 3×                     | Jegyzőkönyv | 3× 3×         | Sala Sporturilor „Lascăr Pană”, Nagybánya Nézőszám: 2100 Játékvezetők: Vešović, Mitrović (MNE) |

| 2014. november. 22. 18:15 | Larvik HK | 35–24       | MKS Selgros Lublin | Arena Larvik, Larvik Nézőszám: 3855 Játékvezetők: Alpaidze, Berezkina (RUS) |
| 2014. november. 22. 18:15 | Mørk 9    | (20–10)     | Quintino           | Arena Larvik, Larvik Nézőszám: 3855 Játékvezetők: Alpaidze, Berezkina (RUS) |
| 2014. november. 22. 18:15 | 2× 3×     | Jegyzőkönyv | 3× 2×              | Arena Larvik, Larvik Nézőszám: 3855 Játékvezetők: Alpaidze, Berezkina (RUS) |